# برشاوشان محزز
برشاوشان محزز (الاسم العلمي: Adiantum incisum) هو نوع من النباتات يتبع جنس البرشاوشان من الفصيلة الديشارية.